# Amphionthe doris
Amphionthe doris là một loài bọ cánh cứng trong họ Cerambycidae.